# Agapit (Humeniuk)
Agapit, imię świeckie Pawło Zinowijowycz Humeniuk (ur. 23 maja 1980 w Nowosiłkach) – biskup Ukraińskiego Kościoła Prawosławnego Patriarchatu Kijowskiego, następnie Kościoła Prawosławnego Ukrainy.

## Życiorys
W 2001 ukończył naukę w seminarium duchownym Patriarchatu Kijowskiego w Kijowie. Jeszcze jako jego słuchacz, 1 października 2000 złożył wieczyste śluby mnisze w monasterze św. Michała Archanioła o Złotych Kopułach. 8 października tego samego roku patriarcha kijowski Filaret wyświęcił go na hierodiakona, zaś 29 października – na hieromnicha. Studia teologiczne kontynuował w Kijowskiej Akademii Duchownej, którą ukończył w 2005. W 2006 otrzymał godność ihumena, a następnie archimandryty. Stale przebywał w monasterze św. Michała Archanioła o Złotych Kopułach, gdzie opiekował się skarbcem klasztornym, a następnie pełnił obowiązki skarbnika. W 2009 został namiestnikiem monasteru.
27 lipca 2010 Święty Synod Patriarchatu Kijowskiego nominował go na biskupa wyszhorodzkiego, wikariusza eparchii kijowskiej. Jego chirotonia biskupia odbyła się w soborze św. Włodzimierza w Kijowie 8 sierpnia tego samego roku. Biskup Agapit zachował obowiązki namiestnika monasteru św. Michała Archanioła, był również kanclerzem Patriarchatu Kijowskiego.